# MGM 홀딩스

MGM Holdings, Inc는 델라웨어주에 설립되고 캘리포니아주 비벌리힐스에 본사를 두고 있는 미국 지주 회사로 2005년 2월 11일 채권자 중심 컨소시엄에 의해 Metro-Goldwyn-Mayer ("MGM" 이니셜을 만들었다.) 2022년 3월 17일부터 아마존 이 소유하고 있다. 2023년 10월 3일에 아마존 MGM 스튜디오로 변경했다.

## 같이 보기
- 아마존 (기업)
- 메트로 골드윈 메이어
- MGM+